# Златоустівська сільська рада (Волноваський район)
| Златоустівська сільська рада — колишній орган місцевого самоврядування у Волноваському районі Донецької області з адміністративним центром у с. Златоустівка. Сільській раді були підпорядковані населені пункти: - с. Златоустівка - с. Веселе - с. Голубицьке - с. Затишне - с. Малинівка - с. Новомиколаївка |

## Склад ради
Рада складалася з 20 депутатів та голови.

## Керівний склад сільської ради
| ПІБ                           | Основні відомості                                                 | Дата обрання | Дата звільнення |
| ----------------------------- | ----------------------------------------------------------------- | ------------ | --------------- |
| Лєсконог Павло Петрович       | Сільський голова, 1967 року народження, освіта, безпартійний      | 26.03.2006   | 31.10.2010      |
| Любічев Анатолій Анатолійович | Сільський голова, 1963 року народження, освіта вища, безпартійний | 31.10.2010   |                 |

Примітка: таблиця складена за даними джерела